# Jeudimage
 (août 2020).
Si vous disposez d'ouvrages ou d'articles de référence ou si vous connaissez des sites web de qualité traitant du thème abordé ici, merci de compléter l'article en donnant les références utiles à sa vérifiabilité et en les liant à la section « Notes et références ».
Jeudimage était une émission de télévision française créée par Jean-Luc Dejean et Frédéric Carey, pour la jeunesse diffusée le jeudi sur la deuxième chaîne de l'ORTF de 1967 à 1968.
L'émission disparaît en 1968 d'une nouvelle grille de programmes. C'est l'émission Colorix qui la remplace.

## Programmes
- Bonne nuit les petits
- Flipper
- La Maison de Toutou
- Les aventures de Poly
- Popeye
- Saturnin
- Vive la vie